# هنري ر. كاهان
هنري ر. كاهان (بالإنجليزية: Henry R. Kahane)‏ (بالألمانية: Henry Kahane)‏ هو باحث في الرومانسية وأستاذ جامعي نمساوي وأمريكي، ولد في 2 نوفمبر 1902 في برلين في ألمانيا، وتوفي في 11 سبتمبر 1992 في أوربانا في الولايات المتحدة.